# 大纪元时报
《大纪元时报》（英語：The Epoch Times）是一家總部設在美國的国际多语种报纸和媒体。該報由法輪功學員於2000年在紐約創辦，該報声称其獨立於黨派及商業集團之外，宗旨為「維護人權普世價值、揭露中国共产党政權極力隱瞞的新聞真相」。該報在35个国家有网站，網路版有21種語言，紙本有中、英、法、德、韓、俄等10多種語言版本，於全球約35國家發行免費、收費版共150萬份，例如在美國、加拿大、香港、日本、澳大利亞及新西蘭等多處旅遊景點、學校及公共場所免費發放，或在通路販售，2006年週發行量達130萬份，主要刊登內容包括主流新聞與評論，亦有文化、體育、娛樂及旅遊等方面的副刊，以及社區廣告等等。2016年3月起，香港大紀元宣佈從免費報章改為收費報章，每份定價港幣8元，在全港250多個報攤正式出售，但同時亦以「非賣品」形式在部分地點有限度免費派發。自2019年4月1日起，香港大紀元改為全面收費，零售價8港元。由于香港大纪元印刷厂在2024年租约到期无法续租，加之香港时局，2024年9月17日香港大纪元曾一度宣布纸质版报停刊，但于同年11月18日宣佈復刊纸质版。

## 歷史
《大紀元時報》於2000年由美國華人唐忠聯合當地法轮功華裔學員於亞特蘭大創辦。大紀元官方否認該報代表法輪功，《華盛頓郵報》2007年報導，英文大紀元的代表人說「法輪功是個人信仰，大紀元不是法輪功所擁有，不代表法輪功，它確實報導了法輪功在中國遭遇的迫害。」。其报名标志与新唐人电视台标志同为法轮功创始人李洪志亲自手书，該報常被認為與法輪功有關係，為法輪功議題發聲。大紀元2018年發表的公開聲明表示：唐忠因為經歷六四事件於1989年離開中國，在美國開始博士後課程，之後又因為受到中共當局鎮壓法輪功的影響，發起創辦了《大紀元時報》。成立之初即有10名工作人員在中國大陸遭到拘禁。
2000年5月于纽约开始发行，最初使用繁體中文，同年8月开办大纪元网站。2004年，大紀元時報開通英文版。截至2010年9月，在世界各地《大紀元時報》實體發行的報紙超過10語種，加上網路版超過17語種。
加拿大西蒙弗雷澤大學傳播學教授趙月枝，2003年撰文指出：「《大紀元時報》網站和《大紀元時報》集團已成長為中國以外最大的中文新聞網站和報業集團之一，在過去的兩年來，已在美國30多個州、加拿大、澳大利亞、新西蘭、日本、印尼、台灣、香港，以及西歐主要國家發行。」「媒體力求表現為，公共利益導向，獨立於任何政治和商業團體......客觀公正地報導事實和真相。它對中國事務的報導，經常重點關注當局的負面新聞、並以同情視角報導中國人權事件、西藏人權議題、新疆維吾爾族議題、法輪功及基督教人群等在中國境內所遭受的政治迫害。」據報導稱，2009年該報在美國的週發行量超過100,000份；在全球則超過100萬份。
蒙特婁大學東亞研究中心主任大衛・歐恩2008年表示，這家報紙是法輪功學員用自己的錢建立起來的，他描述大紀元時報希望被嚴肅看待為一份全球性報紙，而不是基於與法輪功的關聯來被判斷。他寫道：「大紀元是一家有使命的報紙，報導世界各地的人權相關議題，這使得人們對中國和法輪功有相當的關注。」

## 內容
該報通常有16張對頁版面，《大紀元時報》也跑主流通訊社報導的新聞，在某些地區則像是社區報紙。有些社區報紙是以大紀元網站上的新聞為主，趙月枝表示，許多報紙是把網站當作實體報的延伸，但大紀元是以網站為主。
位於美国华盛顿的機構「媒體準確性」指出，大紀元常報導關於媒體自我審查及中共當局對海外華文媒體的影響。大紀元已在海外華僑及反共勢力之間獲得重大的影響力。
無國界記者組織指出，中國共產黨當局阻擋其人民瀏覽大紀元網站，新聞自由組織稱，大紀元以批評中華人民共和國當局，尤其是侵犯人權的行為而聞名；BBC的分析報導指出，大紀元網站被中华人民共和国政府屏蔽，是因為其揭露及批評中国共產黨當局的立場。

## 觀點

2014年8月2日《大纪元时报》头版，报道周永康案。

美國胡佛研究所2018年11月發表《中國影響與美國利益，提高建設性警惕》報告，指出中国對美國中文媒體的種種影響，指出美國真正獨立的中文媒體空間，已縮小到只剩下法輪功學員辦的大紀元等幾家媒體及《看中國》，獨立於中国政府的控制之外。
總部巴黎的無國界記者組織（RSF）2019年3月報告《中國追求的世界傳媒新秩序》，調查中國共產黨當局控制境外信息、收編境外媒體的戰略，威脅全世界新聞自由；美國真正的中文獨立媒體「寥寥無幾」，例如大紀元時報。
有認為大纪元时报的編輯立場为反共，并主要反对中國共產黨。該報涵蓋了一些中國新聞和受關注的人權議題。該報稱，為所有弱勢及被壓迫的中國大陸人民發聲，包括長期受到迫害的基督徒、天主教徒、法輪功學員、西藏人；房子被強拆的拆遷戶和投訴無門的上訪戶；高智晟律師、胡佳、陳光誠以及無數維權人士；受毒奶粉、毒大米、毒疫苗和各種毒品所害的中國人民。
AllSides媒體偏見評估（AllSides Media Bias Ratings）評定「英文版大紀元傾向於右，但可能更接近於中立，大部分大紀元的報導是中立的，由於選擇的報導主題，因此評定有輕微的偏右派。」
有媒體報導，大紀元時報德國版，往右派觀點傾向，獲得極右派群體關注；大紀元德國經理稱，「大紀元是獨立媒體，不是左派也非右派。」英文版發行人表示，英文與德文版本是各自獨立的編輯實體。
《紐約時報》等部分美國自由主义（左派）媒體認為大紀元時報為右翼報紙。NBC等指該報為美國時任總統川普的堅定支持者，还指稱，它是繼川普競選團隊之後投放支持特朗普的Facebook廣告的第二大資助者，紐時則提到大紀元在YouTube的廣告是在募集訂戶。美國資本研究中心指出，NBC的報導是「誤導」的、事實查核錯誤，大紀元投放廣告，不是為了「宣傳川普總統」或「陰謀論」，大部分是為了吸引訂戶，這是包括NBC、《紐約時報》等媒體經常在做的，紐時》、NBC都使用「反川普的負面報導」投放廣告吸引訂戶。大纪元则回应，NBC与中共有合作，替中共攻击抹黑大纪元。大纪元很多读者也是川普粉丝，遭到反川普的NBC的攻击在意料之中。

### 对中國共產黨
香港《信報》前總編輯練乙錚一年內逾七次在《信報》專欄評論上讚賞大紀元的準確。2014年7月發表評論，對香港人了解中國國情該看哪家報？提出以下觀察「《大紀元》在大陸的線人多、層級高，小道消息量大......大處卻每發必中，於王立軍、薄熙來事件如此，這次徐才厚出事，亦復有先見之明。」「在報道周永康事件上，《文匯報》輸給《大紀元》，而且是大輸特輸，事後還得『補飛』表忠。」練乙錚2016年在《紐約時報》專文提到，大紀元在「对北京的权力游戏的分析上，时常被证明是正确的。」

#### 《九评共产党》社論和「三退」
2004年11月，《大紀元時報》发表《九评共产党》系列社论。2005年7月23日，自由亞洲電台報導，《九评》引发大量中国共产党党员退党。大紀元退黨網站（页面存档备份，存于）從2004年12月開始接受「退出黨、團、隊的服務，2005年1月發表〈大紀元鄭重聲明〉呼籲中國人退出中國共產黨相關組織以自保。
俄羅斯總統普京的前首席經濟顧問伊拉里奧諾夫將三退列入俄羅斯經濟分析研究院評選的2011年全球前三大事件。《言者》（The Speaker）2015年報導，每個月有300萬人退出中国共产党相關組織，十餘年來中國民眾的三退行動已愈加引起國際媒體及外國政府關注。
自由亞洲電台、《新紀元週刊》等媒體報導，2006年10月22日，山西省科技專家協會秘書長賈甲隨團至台灣後脫隊尋求政治庇護時稱，「大紀元網站上的1400萬退黨人數，遠遠比國內真正希望退黨的人數要低」、「非常多的中共官員和中國民眾咒罵中共，但身陷恐懼之中」、「很多中共官員私下都在傳播《九評》、談論目前在中國爆發的退黨潮，強烈表達退黨的願望」。
但亦有評論對退黨的數字表示質疑。被香港建制派稱為“素有冷血本色”的《蘋果日報》專欄作家李怡2006年3月9日表示，基於利益而成為中共黨員的人不會因《九評》而退黨。李怡把三退人數等同了退黨人數，推算出不足十年，三退人數會比中共黨員人數還多，故認為是謊言。隨後幾天，有多名讀者在《大紀元時報》刊文回應李怡的錯誤。香港民主派社會民主連線創黨主席、亦是著名時政評論人的黃毓民留言区投书指出，李怡的批評建立在嚴重誤解之上，退党包含退出共青团与少先队、即三退，而李怡理解为现任党员退党。黃毓民稱，李怡“僅憑一個想當然耳的推論，未經過任何查證，就認為退黨運動是一個謊言”，會傷害一些好人。

## 部分獎項
- 2005年度加拿大政府「全國民族新聞媒體理事會獎」：褒獎《大紀元》率先報導中國政府掩蓋SARS疫情[95]。
- 2005年度美國亞裔記者協會「网络报导类最佳奖」：由系列社論《九評共產黨》獲得[96]。
- 2005年國際人權協會人權獎：表彰《大紀元》德文版持續關注報導中國人權[97]。
- 2011年度「中華民國傑出企業領導人金峰獎」：《大紀元》台灣分社獲得中小企業組十大傑出商品獎[98]。
- 2012年，伊麗莎白女王二世登基鑽禧紀念勳章：《大紀元》加拿大分社，因喚起關注中國人權惡況、對中共摘取法輪功學員及良心犯器官的指控而獲得提名[99][100][101][102]。
- 2012年，加拿大政府「全國民族新聞媒體理事會獎」：《大紀元》中文版，在社論/及言論自由方面，最佳理念及視覺表達[103]。
- 2012年度美國專業新聞記者協會卓越新聞報導獎：2013年4月頒發年度SPJ卓越新聞報導（英语：Sigma_Delta_Chi_Award）（Sigma Delta Chi award for excellence in journalism）獲獎名單，《大紀元》英文版記者羅伯遜（Matthew Robertson）以其2012年有關對中共摘取法輪功學員及良心犯器官的指控系列報導，獲得「報紙/網路新聞」類別中「無截止期限報導」（Non-Deadline Reporting）的「日發行量5萬份以下」此一組別的獎項[104]。
- 2012年度紐約新聞協會「廣告類最佳特刊」第1名：《大紀元》英文版為「紐約亞洲週」（Asia Week New York）製作的特刊，2013年4月獲獎[105]。
- 2013年度紐約新聞協會16個獎項：包括6項首獎[106]
- 2013年度紐約女性記者協會頭版獎：追蹤報導桑迪颶風受災戶處境報道[107]。
- 2013年度美東「少數族裔企業100強」商業傳奇獎：由大紀元華盛頓分社獲得[108][109]。
- 美國華盛頓新聞博物館評選「全球前10佳頭版」（2013年10月10日）：英文《大紀元》紐約版頭版[110]。
- 2014年度紐約新聞協會21個獎項及4項提名：包括總體優秀二等獎、攝影獎、報導一等獎、最佳廣告宣傳一等獎、最佳網絡信息圖表一等獎[111]。
- 2016年，獲華盛頓的亞美商會頒發「年度非營利組織獎」[112]。

## 發行情况
2001年出版韩文版是大纪元的第一种外文版；英文版分布在澳大利亞、加拿大、愛爾蘭、新西蘭、新加坡、英國和美國；德語和法語版本在2004年底推出；日本則有2種語言版本，包括2001年1月推出的中文版和2005年推出的日文版。另外，以色列在2005年也推出希伯來文版；2006年6月，大纪元时报在马来西亚出版，但2008年被马来西亚内政部发现该报纸是反中共组织而禁止发行。
據該報發言人2010年6月表示，《大紀元時報》在紐約地區，英文版每週發行量為35,000份、中文版為105,000份。該報在2012年6月前屬於免費報，後每份收費0.75美元，至2012年7月底降為0.25美元。據美国《政客》杂志2010年的一篇報導稱，《大紀元時報》在紐約地區的銷量慘淡，鮮有人問津。不過報導也說，透過傳統方式來衡量大紀元是否成功，是很困難的事。

## 受到攻擊及打壓事件
在一些情況下，大紀元在充滿敵意的海外環境中運作，因為「選擇保持獨立性、或發佈未經（當局）審核的內容，這樣的海外華文媒體，成為『侵略性的消除或控制運動』針對的目標。」在某些案例，中共外交官員威脅「報導了法輪功相關內容的媒體」；在其他情況中，廣告商和發行商常受到威脅「無論如何別去支持大紀元」。共產黨當局被控訴，對大紀元及其人員採取「激進好戰的手段」，包括攻擊人員、毀壞電腦設備。
國際記者聯盟IFJ呼籲國際社會發聲，反制針對大紀元的「骯髒戰爭」運動。 IFJ譴責中國共產黨政府對獨立紙媒大紀元的「殘酷報復」，IFJ指責中共當局操縱了2006年的事件，大紀元的香港印刷廠被罪犯破壞；在澳洲雪梨和加拿大多倫多的辦公室曾收到被懷疑含有毒物質的可疑郵件信封。 「自2004年底以來，中共官員在中國大陸與境外追捕大紀元人員，組織性地沒收報紙、恐嚇廣告主、威脅大紀元人員的家屬；這種邪惡獵巫的目的是為了粉碎異議的聲音」。 義大利《寒冬》報導，遼寧省中共610辦公室2018年官方文件，將大紀元、新唐人電視等境外媒體列為當局打擊目標，稱當局要「深挖網絡信息源頭，嚴厲打擊境內『爆料人』，深挖打擊『區域性編輯』」，嚴格控制言論，掌握輿論導向。
2021年8月，保護記者協會CPJ呼籲，中共當局應立即釋放11位向中文大紀元時報提供疫情信息而被中共拘捕的中國民眾。

### 在香港多次遭到襲擊
在香港，該報曾於2005年5月14日及15日停刊兩日，該報宣称这是由於承印《大紀元》香港版的印刷公司受中共當局的壓力而把合約提前中止。《大紀元》方面尋找了新的印刷廠，於5月16日繼續出版。
在2006年2月28日晚，香港《大紀元》位於荃灣的印刷廠遭4名歹徒闖入進行刑事毀壞，把他們新購置的過百萬元印刷機砸爛，國際記者聯合會指責中華人民共和國政府在幕後操縱了這一事件。此后無國界記者組織曾呼籲港府儘快緝拿兇徒歸案，但至今仍未有任何結果。目前大紀元時報在尖沙咀一家小規模的印刷廠內印刷出版。與2005年11月的明報報館炸彈案件比較，部份媒體对于这次事件都只是低調报道，称之为發生一宗刑事毀壞案，只有少數報章以小篇幅明確指明被襲擊的是大紀元報社。無國界記者2006新聞自由指數報告指出，香港大紀元辦公室遭毀、其記者接獲郵包炸彈等事件，讓人憂心可能出現進一步暴力攻擊。
2013年5月30日，《大紀元時報》香港分社的印刷廠再遭暴徒攻擊，無國界記者組織（RSF）亞太負責人本杰明‧伊思梅勒（Benjamin Ismail）就此事件表示，這一攻擊構成對媒體自由的嚴重侵犯，RSF會特別持續監視有關這一攻擊的事件的發展。
2019年11月19日，時值反送中運動期間，大紀元時報在Facebook发表帖文表示，位于旺角承印大纪元的新时代印刷厂在凌晨约4时遭「黑衣人」纵火。大紀元時報懷疑是中共所為。荃湾警署就事件开展调查。該印刷廠於2021年4月12日遭遇第五次襲擊，四名大漢硬闖，以鐵錘擊毀印刷機及多個電腦螢幕後，大撒石屎碎石。
2021年5月11日，《大紀元時報》香港採訪主任梁珍在寓所樓下被一名男子持鋁製球棒毆打，她當場報案並就醫。梁珍遇襲後接受自由亞洲電台訪問，稱《大紀元時報》最近受到一連串攻擊，相信“均受中國共產黨指使”。她指港版國安法實施以來，白色恐怖瀰漫香港，她譴責“中共的滅聲暴行”，並強調會繼續無畏無懼。《大紀元時報》香港分社社長郭君就梁珍遇襲發表聲明，強烈譴責中共“僱凶襲擊香港大紀元記者”，並緊急敦促香港警方儘快破案，同時呼籲香港市民保護敢於講真話的記者，並呼籲全世界關注中共在香港製造的白色恐怖。香港記者協會強烈譴責針對傳媒的暴力行為，促請警方嚴肅調查及跟進，早日將兇徒繩之於法。

### 東南亞地區的發行限制
根據《大紀元時報》於2005年7月的說法，該報在馬來西亞與新加坡遭遇審查與壓力。該報聲稱，馬來西亞內政部於2005年6月未具明確理由地沒收了逾1萬7千份報紙，可能與報導中涉及批評中國共產黨的內容有關。《大紀元》引述當地媒體自由倡議者意見指出，該行動可能基於馬來西亞維護外交關係的相關法律。至於新加坡，《大紀元》表示，其出版許可證數度被縮短，面臨停刊風險，並指稱此舉與中國大使館施壓有關。報社發行人林樹源認為，當局對報導內容提出非公開的關切，尤其涉及對外國政府的評論。《大紀元》將這些事件視為中國在東南亞影響力擴大的反映，並對區域內新聞自由可能受限表達關切。

### 該報技術總監遇襲
2006年2月8日，《大紀元時報》網絡技術總監李淵在美國亞特蘭大郊區的家中遭到不明身份的人襲擊，李淵告訴記者，當天中午有2名謊稱是送水的亞裔男子闖入他的家中，他們蒙住他的眼睛並加以毆打。李淵回憶說，襲擊者在毆打他的時候用普通話問他保險箱在什麼地方，並在住宅內翻了約半小時，兩部手提電腦和外接硬碟被搶走，但沒有搶首飾和攝像機等貴重物品。許多輿論及報社懷疑背後主謀是中華人民共和國政府所為。
此事件引起國際媒體權益組織記者無國界的關注，美國聯邦調查局（FBI）和當地警局隨後介入調查；記者於事發隔天試圖和中國駐美國大使館新聞處聯繫，但無人回應。據美聯社報導，聯邦調查局發言人斯蒂芬.埃米特表示，該機構正在調查李淵遭到襲擊事件，以證實這是否違反民權。但聯邦調查局拒絕評論是否為中國政府教唆。

### 胡錦濤訪美事件
据BBC等报道，2006年4月20日，美国总统布什在白宫南草坪举行欢迎仪式，欢迎中华人民共和国主席胡锦涛到访。當胡錦濤正在會議上發言時，時任大纪元时报的美籍华人记者王文怡在記者席上，要求胡錦濤和布希制止中國共產黨當局迫害法輪功學員、活體摘取法輪功學員器官的行為，王分别以中文与英语大喊「胡主席，你的日子不多了」（President Hu, your days are numbered）「布什總統，阻止他繼續殺人」（President Bush, stop him from killing）「布什總統，阻止他迫害法輪功」（President Bush, stop him from persecuting the Falun Gong.），幾分鐘後這名抗議者被白宫工作人員帶離現場。随后美国总统和政府发言人对胡锦涛就该事件致歉，王被美國政府以「侵擾外國官員」罪名起訴，但法院後來以「證據不足」撤销对王的所有指控，並同意檢方和王文怡達成的一致意見，檢方與王協議，未來一年內不與外國官員面對面發生類似事情。大纪元报社后来发表声明称这是王文怡的「个人行为」，并非由《大纪元时报》所组织。

## 争议

### 社会争议
美国网络杂志《The Atavist Magazine》于2020年10月23日发布了奥斯卡·施瓦茨的文章，揭示了“法轮功”媒体的内部运作，特别是其如何通过编辑控制、政治热衷和对美国大选的介入，深度影响美国政治局势。文章指出，“法轮功”媒体不仅对信息进行了严格控制，还利用其媒体平台推动右翼政治宣传。 2022年9月，吉米·瑟斯林在其文章中分析了“法轮功”如何通过《大纪元时报》插足美国政治，尤其在总统大选和中期选举中发挥了积极的右翼政治作用。文章指出，尽管“法轮功”反对中国共产党并支持特朗普，但其行为对美国社会造成了巨大的伤害。 加拿大《弗农晨星报》来信：2020年10月23日，E. Reade在《弗农晨星报》上提醒公众警惕充斥种族主义和煽动性言论的“法轮功”媒体，呼吁民众在订阅前仔细研究，并提到该媒体背后有反华活动的风险。 戈德里奇讯号星报评论：当地媒体对“法轮功”媒体进行批评，指出其传播虚假信息、反科学及极端保守的立场，强调这种思想可能加剧社会分裂，造成严重的社会危害。

### NBC事件與川普報導爭議
NBC新聞2019年稱，大纪元时报在2016年前并没有过多的参与美国政治。而近些年来，大纪元时报开始支持保守主义与川普以及其领导的当届美国政府，偏向保守派，英文版內容例如批評共產主義中國，清楚看待伊斯蘭恐怖主義的威脅、關注非法移民，始終植根於傳統價值觀念，沒有關於毒品等內容。網媒Buzzfeed形容大紀元成為特朗普的媒體盟友之一。
NBC事件起自2019年8月20日美国全国广播公司（NBC）發文指控，英文大紀元購買大量廣告以表達對時任美國總統川普的支持，並在MSNBC播出。有媒體記者稱，在特朗普執政的頭三年中，大紀元時報收入增長了近四倍（從2016年的390萬美元增至2019年的1550萬美元），認為其迎合並通過針對性的社交媒體廣告向特朗普的支持者行銷。大紀元還被指在其新聞報導和廣告中擁護親特朗普的“匿名者Q”陰謀論。NBC报道和訪談節目指稱，大纪元在川普于2016年当选美国总统后，发布了大量赞美特朗普政府的言论，并涉嫌制假新闻攻击抹黑其政敌民主党。NBC指稱，截至2019年8月，大纪元半年时间内在Facebook、Youtube等平台花费了150万美元，用于投放上述广告，其中在Facebook就投放了约1.1万条。大纪元也成为除特朗普竞选团队外，为特朗普投入最多的个人或组织。特朗普也多次公开赞扬大纪元。NBC的报道还对法轮功的理念以及其創始人李洪志的言行提出质疑。NBC稱，本·赫尔利（Ben Hurley）曾為大纪元英文版撰稿，他認為大纪元的立场是反堕胎、不贊成同性戀，法轮功的修炼者“看哪里都觉得有共产主义”，認為希拉里和安南將自己出賣給中國政府。2019年8月22日，NBC報導指，Facebook在當天宣布禁止大纪元在臉書平台投放广告，臉書的決定，起因於NBC新聞所提及的一個審核問題所促成的。

大紀元回應NBC指控，指NBC製造假新聞，「攻擊被北京共產黨政權迫害信仰的受害者」正中北京下懷。
《華爾街日報》刊登英文大紀元發行人格雷戈里文章〈NBC新聞誹謗競爭者〉表示，大紀元無黨派、座右銘是「真相與傳統」，NBC與姊妹頻道MSNBC對大紀元發動系列不負責和誤導人的攻擊。NBC在報導中也誹謗法輪功，MSNBC則低調陳述法輪功修煉者受到中共的殘酷迫害；這呈現出對法輪功歪曲報導畫面。法輪大法信息中心回應NBC指出，這與中共刻意在抹黑法輪功的宣傳一致。NBC對大紀元的重擊，正被中共用來為其對法輪功的迫害開脫；大紀元也是中共攻擊的主要目標。關於NBC為何攻擊大紀元，哈佛大學「蕭倫斯坦媒體政治與公共政策中心」發現NBC對川普政府前百日執政的報導論調有93%負面，格雷戈里認為，這樣的觀點引領著NBC背棄與大紀元做誠實競爭，NBC以謊言和虛假陳述來攻擊大紀元。
美國資本研究中心（CRC）文章指出，NBC的報導是「誤導」的、事實查核錯誤。CRC說，大紀元投放廣告的目的，不是為了「宣傳川普總統」或「陰謀論」；大紀元所做這大部分廣告，是為了吸引訂戶，這是包括NBC、《紐約時報》等媒體經常在做的；《紐約時報》、NBC都使用「反川普的負面報導」投放廣告吸引訂戶，「這使得NBC對大紀元的攻擊，直接就是虛偽的。」此外，CRC指出，NBC聲稱「大紀元報導陰謀論」但卻沒有提供證據；而NBC自己有關於川普-俄羅斯相關的虛假新聞紀錄。
《大纪元》回應稱「NBC故意把英文大紀元『推廣訂報的廣』」當成『對川普的宣傳廣告』」，有意歪曲報導。並表示「在左派媒體負面報導論特朗普總統及其政策之時，大紀元堅持原則，報導事實，獲得大量的讀者群。作為左媒，NBC新聞一直在攻擊支持特朗普總統的媒體和個人。英文大紀元迅猛成長，很多讀者是川普支持者，遭NBC的攻擊在意料之中。」有報導援引美國總統的話，稱NBC是假新聞。在回应中引用Tom Fitton的話“EpochTimes因拒絕接受『通俄門』左翼媒體對川普的惡作劇攻擊而受到攻擊！”。《大纪元》在回應中还引用中國大陸媒體，提到NBC與北京首寰文化旅遊投資有限公司合作，投資28.6億美元興建「北京環球影城」。

### 纽约时报事件
《紐約時報》2020年文章稱，英文大紀元，主要播送右派立場的新聞，其中包括未經證實的陰謀論」BuzzFeed称大紀元是唐納·川普最堅定的捍衛者，宣传对川普有利的阴谋论；大紀元高级编辑回应称「报纸是在調查，其他媒體所忽視或避谈的問題。」2020年10月25日，《纽约时报》刊登凯文·罗斯文章，稱《大纪元时报》在2020年美国总统选举期间支持特朗普，且发布针对美国民主党和中国的阴谋论，已然成为一个有全球影响力、散布虚假信息的右翼媒体，此外还存在标题党等问题。
《大纪元时报》发文反击，罗斯没有试图公正地描述《大纪元时报》作为一个新兴媒体的形象，而是用不合事实、含沙射影、歪曲报导、偏見、斷章取義方式，试图抹黑竞争对手，「罗斯对我们批评中共及其不断侵犯人权的立场特别不满。他淡化了对（中共迫害）虐待行为的描述，声称这些报导‘过于夸张’。这种对中共不同寻常的辩护和姑息，在道德上是可质疑的。多年来，《纽约时报》一直在寻求扩大进入中国市场的机会，并接受中国国有媒体的数百万美元的广告收入。」法輪大法信息中心执行主任布劳迪（Levi Browde）表示，紐時「这篇文章在报导佛家修炼功法（法轮功）上出错、并且明显遗漏了法轮功在中国所受到的迫害，这标志着这家曾是美国新闻业支柱的媒体，陷入奇怪和令人不安的（道德）下滑。」法轮大法信息中心文中并指出，《纽约时报》的文章还对法轮功的教导和信仰进行了明显的错误描述，「恳请《纽约时报》清除妨碍客观公正报导法轮功的政策、影响因素或偏见，对整个事件进行正确报导」。
法輪大法信息中心發佈報告，指稱《紐約時報》追隨中共對受迫害法輪功群體的宣傳描述與措辭，充斥公然的事實錯誤，忽視、淡化或歪曲了發生在中國的大量侵犯人權事件，「違背了新聞誠信，誤導了政策辯論，助長了中共政權滅絕人性的宣傳」，很可能造成了生命損失；《紐約時報》出版人2001年會見迫害法輪功的策劃者江澤民，商談建立中文版網站、更多進入中國市場，幾天後該網站就被中共解封持續10年。數十家媒體報導在倫敦的「中國法庭」認定中共大規模活摘法輪功等良心犯器官，《紐約時報》則保持沉默；《紐約時報》記者狄雨霏2019年向「中國法庭」的證詞表示，她的調查觸及活摘器官問題後，她的進一步調查受到了紐時編輯的阻撓。。

### 美丽日報事件
2019年12月13日，事實查核网站Snopes称，据信与大紀元关系密切的「美丽日報」（The Beautiful Life，简称The BL）使用大量假帳號在Facbook推廣政治內容。2019年12月23日，臉書宣布，他们删除了BL操控的610个帐户、89个Facebook主页、156个群组和72个Instagram帐户。臉書稱，这些账户为大紀元越南工作人員负责运营，并违反了臉書的虚假帐号与濫發规定。《華盛頓郵報》引述臉書的說法，指BL通過由人工智能生成的虛假用戶發布大量政治內容，包括陰謀論以及親川普內容。美國智庫大西洋理事會的專家称，「首次见到如此大规模的人工智能生成图片」；《華郵》也引述英文大紀元聲明，大紀元與BL網站沒有任何關係，呼籲臉書撤回相關說法。
大紀元媒體集團在聲明回應，Facebook將BL網站美麗日報與大紀元集團連結是錯誤的，臉書在發布聲明之前沒有與大紀元集團聯絡確認。據大紀元說明，美麗日報是由一名大紀元的前雇員創立，並僱用了一些前雇員；這不能證明兩家公司有關聯。美國國會議員吉姆·班克斯（Jim Banks）指出，臉書懲罰大紀元的行為，不符合美國最大利益，幫助了中國共產黨在中國以外實現其目標。大紀元向臉書提出三項呼籲：撤回「大紀元集團與BL網站有關聯及合作關係」、「BL網站為大紀元集團工作」的說法，並取消對大紀元投放廣告的無理禁令。

### COVID-19病毒來源報導爭議
大紀元被部分媒體批評，通過印刷品及社交媒體傳播與2019冠状病毒病疫情相關的陰謀論，2020年4月，大紀元未經請求就向美國，加拿大和澳大利亞的居民寄送特刊《中國共產黨如何危及世界》。部分媒體稱，在這份特刊上，引起2019冠狀病毒病的病毒被稱為「中共病毒」（CCP-Virus），並在特刊的評論中提出了一個問題：“武漢的爆發是否是因為在武漢P4病毒實驗室中對病毒進行武器實驗而引起的事故？”。
2020年4月21日，英国杂志新政治家記者文章，引用了NBC對大紀元的指控。該文章稱大纪元向英國地方议员和地方政府官员们发送郵件，指中共隐瞒COVID-19病毒疫情长达六周，並探討病毒的来源，建言将病毒稱为“CCP Virus”（“中共病毒”），以“反映其源頭”；不過有議員反映，詢問發送電郵營運商說有訂閱，不過議員說沒有訂閱大紀元。
加拿大CBC上述報導，批評這份大紀元特刊，但CBC也因此遭到譴責與批評。加媒《國家郵報》刊文批評CBC，並指出大紀元準確全面報導病毒來源，並沒有斷言「Covid-19是生化武器」。《太陽報》刊文批評，CBC「以陰謀論形容」是對事實的無知，「故意誤導」，因為該8頁特刊介紹包括「中共高層官員談論研發生化武器的歷史，但沒有稱武漢實驗室正在研發生化武器」。英文大紀元調查記者上線紀錄片《追查武漢冠狀病毒的源頭》（Tracking Down the Origin of the Wuhan Coronavirus），Content 2020 电影节和媒体峰会的新闻和新闻协调员John Diamond 博士授予该片最佳纪录片；但2020年4月，被Facebook標記為「部分錯誤」，臉書稱「引起2019冠狀病毒病的是由武漢實驗室洩漏的生物工程病毒，是不受支持的假設」。網站HealthFeedback同年4月評論稱，「影片有幾個核心主張有錯假（false），即使事實準確，也常以誤導性的方式呈現。」該紀錄片作者、大紀元調查記者菲利普表示，脸书的审查员之一、新加坡院校助理教授安德森（Danielle Anderson）是利益相关人，与中共武汉病毒研究所之間有合作项目。

### 武漢衛星圖事件
2020年2月17日，大紀元網站報導了對源自推特Intelwave賬戶的帖子信息包括武漢地區的衛星圖的各方看法。Intelwave賬戶2月9日聲稱這張衛星圖顯示在中國發生2019冠狀病毒病大流行期間從武漢的火葬場中釋放出大量的二氧化硫，並推測可能燃燒了14,000具屍體。三立新聞於2月10日轉發了此推特消息。英國的《每日郵報》網站也發布了有關此圖的媒體報導。大紀元綜合報導了此後的網上輿情並採訪專業人士置評，包括雙方不同意見，既有過去台灣事實查核中心的調查意見指出所有关于二氧化硫升高的报道均为錯誤消息，也有最新受訪的台灣大學教授称燒屍體也屬合理推斷。法新社隨後發布事實查核報告表示，在Facebook、Twitter、YouTube上被轉發了數万次的那張衛星圖照片，是天氣預報網站Windy.com依據美國宇航局NASA官網上的預測數據的可視化。預測根據固定的排放清單，並未衡量日常波動，即不是各地監測站的實測數據。中國否認武漢的二氧化硫升高。

### 美國大選舞弊指控報導
在2020年11月3日美國總統選舉後，多間主流媒體迅速稱川普被拜登擊敗。大紀元11月6日聲明稱，由於多個選舉訴訟已經提出，因此除非所有結果都得到證明、及任何法律挑戰都得到解決，大紀元不會宣布誰是大選獲勝者。英文大紀元製作了一個93分鐘的紀錄片，指出點票過程中可能普遍存在欺詐行為，該紀錄片在YouTube、大紀元網站和新唐人電視台上被瀏覽了數十萬次。

### 首席财务官被控涉及洗钱
2024年6月，大紀元時報首席财务長關偉東，遭美國聯邦檢察官指控涉嫌6700萬美元洗錢而被捕，先獲保釋，起訴書未提及大紀元，並表示這些指控和該媒體公司的新聞採訪活動無關。大紀元回應聲明，大紀元創辦宗旨是對抗中共對無辜民眾的迫害，指導原則是正直誠信高於一切，將全力配合美國當局對關偉東指控的調查，在事件還無結果前，已將關偉東停職。

## 文化形象
大纪元时报的报纸分发筒出现在2022年上映的美国电影《奇异博士2：疯狂多元宇宙》中，引发热议。

## 参見
- 《九评共产党》
- 新唐人电视台
- 希望之聲國際廣播電台
- 看中國新聞網
- 三退